# リヒテンシュタイン公国功労勲章
リヒテンシュタイン公国功労勲章(リヒテンシュタインこうこく こうろうくんしょう、独:Fürstlich liechtensteinischer Verdienstorden)は、リヒテンシュタインの勲章である。主にリヒテンシュタイン公国に対して顕著な文化的、社会的等活動で貢献した者に、リヒテンシュタイン公より贈られる。現在はハンス・アダム2世である。
この勲章はフランツ1世により、1937年7月22日に制定された。ちなみに、7月22日は彼の妻エルザ・フォン・グートマンとの結婚記念日(1929年7月22日結婚)である。
リヒテンシュタイン公国功労勲章は6等級あり、さらに金・銀メダルを含め全てで8種類制定されている。